# Tango és Cash
A Tango és Cash (eredeti cím: Tango & Cash) 1989-ben bemutatott amerikai akciófilm, melyet nagyrészt Andrej Koncsalovszkij rendezett, de Albert Magnoli fejezett be, mivel Koncsalovszkij a rá nehezedő súly miatt otthagyta a stábot. A főbb szerepekben Sylvester Stallone, Kurt Russell, Teri Hatcher és Jack Palance látható.

## Cselekmény
Tango és Cash két belevaló Los Angeles-i zsaru. Örökös vetélkedésük célja: ismerje el a másik, hogy ő a nyomozók toplistájának éllovasa. Miközben hol az egyik, hol a másik göngyölít fel egy nagy ügyet, a helyi kábítószer- és fegyverkereskedő maffia megelégeli, hogy állandóan keresztbe tesznek a jó üzleteinek. Az őrült főnök fantasztikus tervet eszel ki félreállításukra: a nyakukba varr egy friss hullát, egy heroinos és egy dollárkötegekkel megtömött táskát. A két zsaru rács mögé kerül, és csak egyetlen módjuk van a szabadulásra és, hogy leszámoljanak azzal aki ezt tette velük: ha összefognak.

## Szereplők
| Színész            | Szerep                 | Magyar hang     |
| ------------------ | ---------------------- | --------------- |
| Sylvester Stallone | Raymond "Ray" Tango    | Gáti Oszkár     |
| Kurt Russell       | Gabriel "Gabe" Cash    | Hegedűs D. Géza |
| Teri Hatcher       | Katherine 'Kiki' Tango | Hegyi Barbara   |
| Jack Palance       | Yves Perret            | Rátonyi Róbert  |
| Brion James        | "Lófarok"/Requin       | Szilágyi Tibor  |
| James Hong         | Quan                   | Perlaki István  |
| Marc Alaimo        | Lopez                  | Szokolay Ottó   |
| Robert Z'Dar       | "Conan"                | Kránitz Lajos   |
| Michael J. Pollard | Owen                   | Balázs Péter    |
| Geoffrey Lewis     | Schroeder százados     | Végvári Tamás   |
| Michael Jeter      | Skinner                | Kautzky József  |